# Ishaka
Ishaka è una cittadina dell'Uganda occidentale. Si trova sulla strada che congiunge Kasese a Mbarara, 6 km a ovest di Bushenyi. 
La cittadina è un luogo di passaggio per il turismo, poiché si trova nei pressi del più importante parco nazionale del paese, il Parco nazionale della Regina Elisabetta, e di altre aree naturali protette come la Kalinzu Forest Reserve e la Kasyoha Kitomi Forest. 